# Universiteit van Bayreuth
De Universiteit van Bayreuth (Duits: Universität Bayreuth) is een openbare universiteit in de stad Bayreuth in de Duitse deelstaat Beieren. De universiteit werd opgericht in 1975 en beschikt over een campus. Zij wordt specifiek gekenmerkt door haar interdisciplinair onderzoek en opleidingen, alsmede door haar internationaal karakter.

## Geschiedenis
Reeds in 1742 stichtte de markgraaf Frederik van Brandenburg-Bayreuth een academie in Bayreuth en doopte deze om tot een universiteit. Na de geschillen tussen de studenten en de stadsbevolking verhuisde deze echter in 1743 naar Erlangen.
Vanaf 1958 bestond er in Bayreuth reeds een pedagogische hogeschool waar de historicus Werner Emmerich de stichtende rector was. De hernieuwde beslissing voor de oprichting van de Universiteit van Bayreuth werd genomen door het Beierse parlement in 1970. Het uitgangspunt van het adviesorgaan van de zevende Beierse deelstaatuniversiteit richtte zich van in het begin op baanbrekend onderzoek en goede opleidingen die discipline-overschrijdend te werk gaan. Vandaar een sterke nadruk op de structurele interdisciplinaire samenwerking in het onderzoek en de opleidingen. Deze studiemethode werd aangenomen tijdens de winter van 1975-1976. In de loop der jaren volgde nog de verdere uitbouw van faculteiten, instituten en diensten op de universiteitscampus in het zuidoosten van de stad. De bouw van bijkomende universiteitsgebouwen wordt nog gepland.

## Faculteiten
In 2013 had de universiteit 7 faculteiten:
- Wiskunde, natuurkunde en informatica
- Biologie, scheikunde en aardwetenschappen
- Rechten- en economiestudies
- Taalwetenschap en literatuurstudies
- Cultuurwetenschappelijke studies, waaronder afrikanistiek
- Faculteit voor wetenschappen, die na succesvolle studie de titel ingenieur opleveren, in het Duits: Ingenieurwissenschaften
- Levenswetenschappen: o.a. medicijnen, voedingsleer, levensmiddelentechnologie

## Wetenschappelijke prijzen
In het kader van het jaarlijkse symposium Toekomstforum Bayreuth (Zukunftsforum Bayreuth) van de universiteit dat sinds 2008 wordt georganiseerd, wordt de Markgravin Wilhelmina-Prijs voor tolerantie en menselijkheid in culturele diversiteit van de stad Bayreuth uitgereikt.

## Aan de universiteit gelieerde instellingen
Een belangrijk wetenschappelijk en cultuurinstituut van de universiteit is het in 1981 opgerichte Iwalewahaus, voor het grootste deel  gewijd aan de afrikanistiek,  de studie van o.a. kunst en cultuur in Afrika. De instelling omvat ook een museum voor Afrikaanse beeldende kunst van na plm. het jaar 1930. Ze is gevestigd in een monumentaal, in 1907 gebouwd, voormalig kantoorpand in het centrum van Bayreuth.
De universiteit beschikt over een botanische tuin, de Ökologisch-Botanische Garten.
De universiteitsbibliotheek is in 6 afdelingen gesplitst, die in verschillende gebouwen gehuisvest zijn.
Andere aan de universiteit gelieerde instellingen zijn o.a.:
- Bayerisches Zentrum für Batterietechnik (BayBatt)
- Bayerisches Geoinstitut (BGI)
- Bayreuther Zentrum für Kolloide und Grenzflächen (BZKG)
- Bayreuther Institut für Makromolekülforschung (BIMF)
- Forschungszentrum für Bio-Makromoleküle (bio-mac)
- Forschungszentrum für Wissenschaftliches Rechnen (BZHPC)
- Bayreuther Zentrum für Molekulare Biowissenschaften (BZMB)
- Bayreuther Zentrum für Ökologie und Umweltforschung
- Bayreuther Materialzentrum (BayMAT)
- Institut für Afrikastudien (IAS)
- Bayreuth Academy for Advanced African Studies (BA), opgericht in 2012.
- Forschungsinstitut für Musiktheater (FIMT)
- Bayreuther Institut für Europäisches Recht und Rechtskultur
- Bayreuth Institute for American Studies (BIFAS)
- Zentrum für Schulforschung und Lehrerbildung (ZSL)
- Zentrum zur Förderung des mathematisch-naturwissenschaftlichen Unterrichts (Z-MNU)
- Geographische Entwicklungsforschung Afrikas (GEFA)

## Afbeeldingen

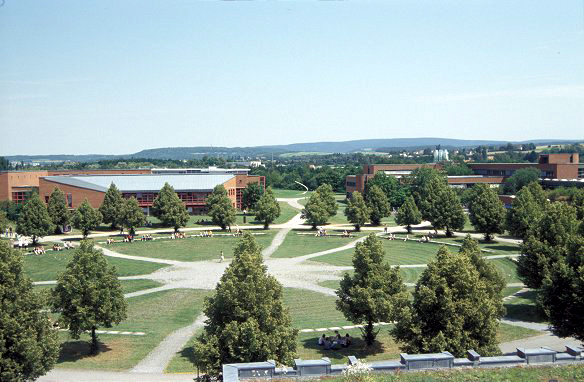
Campus Universiteit Bayreuth
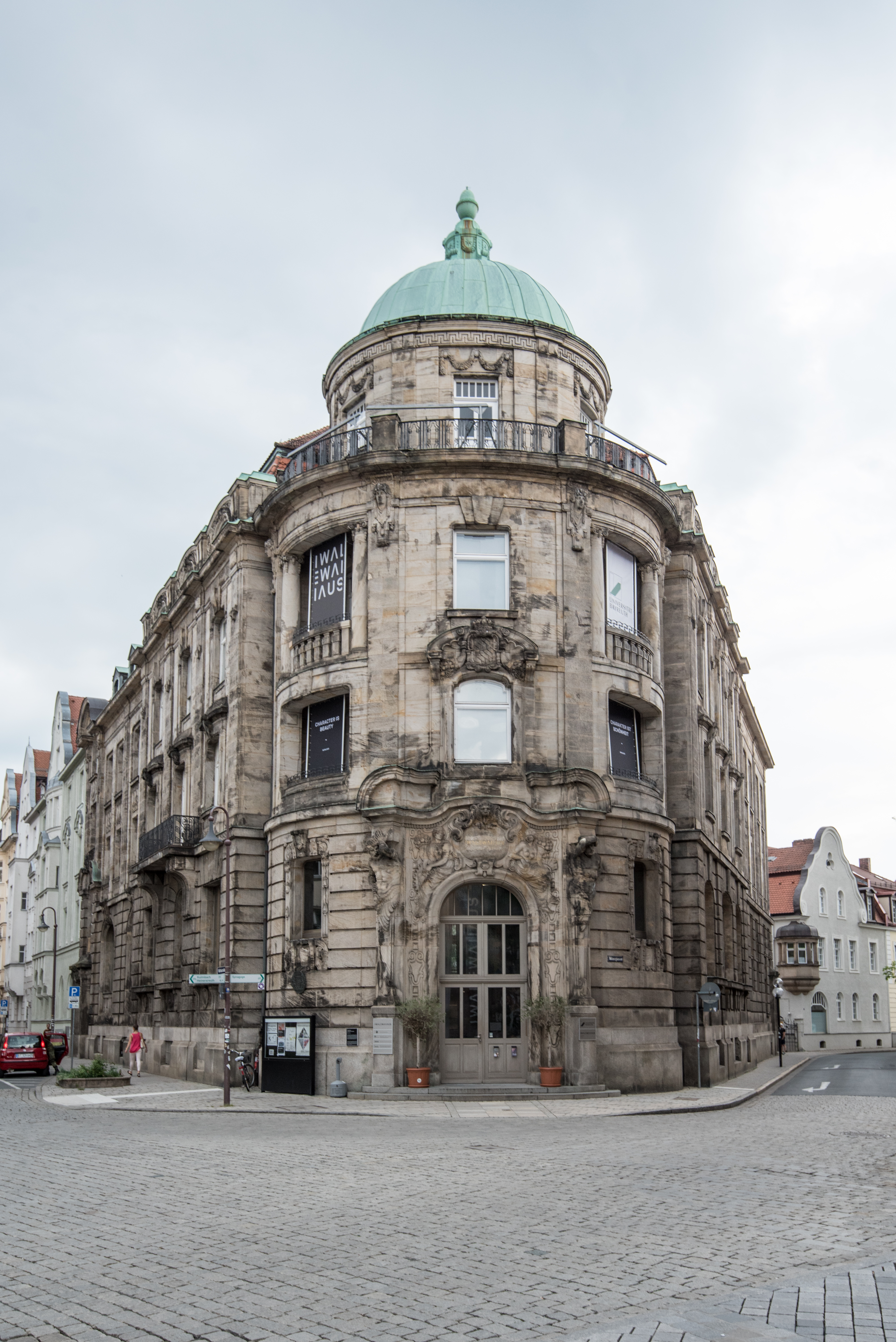
Het Iwalewahaus, Wölfelstraße 2, Bayreuth
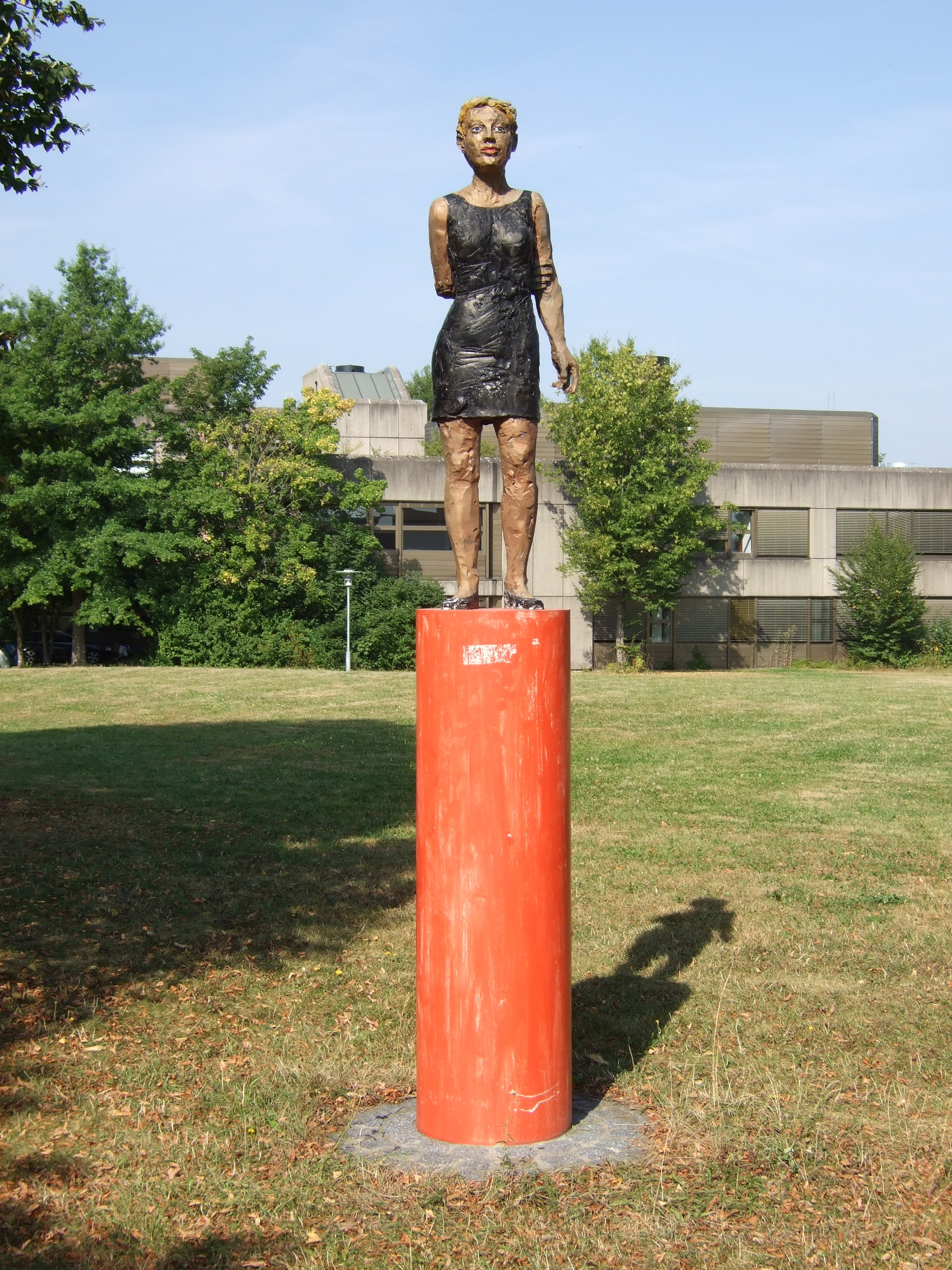
Beeld van de hand van Stephan Balkenhol bij de universiteit
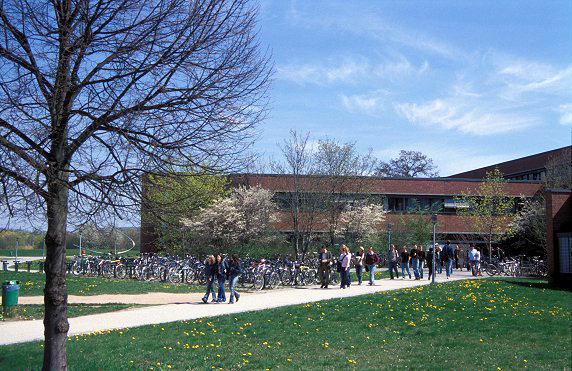
Gebouw rechten- en economische faculteit